# 化县首届农民协会旧址
化县首届农民协会旧址，位于中国广东省茂名市化州市河西中山路，为化州市文物保护单位，类型为近现代重要史迹及代表性建筑，公布时间为2000年1月。
化县首届农民协会旧址的历史年代为清代。